# Helicopsyche ptychopteryx
Helicopsyche ptychopteryx là một loài Trichoptera thuộc họ Helicopsychidae. Chúng phân bố ở miền Australasia.